# Nyctinomops
Nyctinomops é um gênero de morcegos da família Molossidae.

## Espécies
- Nyctinomops aurispinosus (Peale, 1848)
- Nyctinomops femorosaccus (Merriam, 1889)
- Nyctinomops laticaudatus (É. Geoffroy, 1805)
- Nyctinomops macrotis (Gray, 1840)